# Festuca potaninii
Festuca potaninii là một loài thực vật có hoa trong họ Hòa thảo. Loài này được Tzvelev & E.B.Alexeev mô tả khoa học đầu tiên năm 1974.